# Polska Stacja Antarktyczna im. Henryka Arctowskiego
Polska Stacja Antarktyczna im. Henryka Arctowskiego – polska, całoroczna stacja naukowo-badawcza położona nad Zatoką Admiralicji na Wyspie Króla Jerzego w archipelagu Szetlandów Południowych, uruchomiona 26 lutego 1977. Została nazwana na cześć Henryka Arctowskiego, badacza Antarktyki.
Stacja składa się z 14 budynków położonych między Zatokami Arctowskiego i Półksiężycową a Klifem Wydrzyków oraz dwóch baz terenowych „Lions Rump” i „Demay”. Jest kierowana przez Instytut Biochemii i Biofizyki Polskiej Akademii Nauk (wcześniej przez Zakład Biologii Antarktyki PAN) i prowadzi badania w takich dziedzinach jak: oceanografia, geologia, geomorfologia, glacjologia, meteorologia, klimatologia, sejsmologia, magnetyzm oraz ekologia. Koszty utrzymania placówki pokrywa Ministerstwo Nauki i Szkolnictwa Wyższego w 2010 roku wyniosły 2,5 mln zł.

## Historia[4]
W połowie lat 70. XX w. polski rząd, w sytuacji wyczerpywania się istniejących łowisk dalekomorskich, zdecydował się podjąć badania wód otaczających Antarktydę.
W sezonie 1975/76 zorganizowana została wspólnie z Morskim Instytutem Rybackim wyprawa naukowa, prowadzona na statkach „Profesor Siedlecki” i „Tazar”; wyprawą kierował Daniel Dudkiewicz, kierownikiem naukowym był Stanisław Rakusa-Suszczewski, a kierownikiem grupy zimującej był Józef Jersak. Wyprawa stwierdziła istnienie na tych terenach bogatych łowisk ryb i kryla. Doceniając potrzebę kontynuowania badań przyrodniczych zdecydowano się wysłać kolejną wyprawę oraz utworzyć w tym rejonie stałą stację badawczą. Całoroczna stacja była potrzebna, by Polska mogła zostać sygnatariuszem traktatu antarktycznego, co było z kolei warunkiem korzystania z łowisk strefy konwergencji.
Organizację badań naukowych powierzono ówczesnemu Instytutowi Ekologii PAN kierowanemu przez prof. dr. Romualda Klekowskiego.
Po trwających zaledwie pół roku przygotowaniach, w trakcie których zaprojektowano i wykonano całe wyposażenie stacji łącznie z budynkami, pod koniec grudnia 1976 r. wypłynął z Gdyni MT „Dalmor”, zabierając większość uczestników wyprawy, żywność i drobny sprzęt. W pierwszych dniach stycznia 1977 r. wypłynął drugi statek, MS „Zabrze”, który zabrał ok. 3 tys. ton wyposażenia wyprawy, w tym materiały do budowy stacji, paliwo i środki do ich wyładunku. Płynął na nim kierownik wyprawy doc. dr Stanisław Rakusa-Suszczewski i grupa wyładunkowa. Pierwsza grupa zimująca liczyła 19 osób.
Początkowo planowano budowę stacji na wysepce Half Moon, leżącej pomiędzy Greenwich Island a Wyspą Livingstona, ale okazało się, że jest ona zbyt mała dla celów ekspedycji. Zatoczka Yankee na wyspie Greenwich również się nie nadawała, gdyż wejście do niej było zbyt wąskie dla statków wyprawy. Ostatecznie wybrano teren na Wyspie Króla Jerzego.
Obok stacji, na wyniesieniu Pingwinisko jest pochowany Włodzimierz Puchalski, fotograf i reżyser filmów przyrodniczych, który zmarł uczestnicząc w ekspedycji naukowej 19 stycznia 1979 roku.

## Położenie i bezpośrednie sąsiedztwo stacji
Stacja leży w Oazie Arctowskiego, w odległości kilkudziesięciu-kilkuset metrów od wybrzeży dwóch wewnętrznych zatok, wchodzących w skład Zatoki Admiralicji – Zatoki Arctowskiego i Zatoki Półksiężyca, oddzielonych od siebie wysuniętym w morze półwyspem i grupą wysepek zwaną Przylądkiem Kormoranów. Na półwyspie tym zlokalizowane jest centrum informacji turystycznej. Wznosi się tam też Skałka Latarnia z latarnią morską „Arctowski”. Stację ulokowano na równinie nadmorskiej, a same budynki usytuowano na wałach burzowych, na wysokości ok. 1,5 m n.p.m.
Na południe od stacji rozciąga się obszar podmokły – mszarnik zwany Ogrodami Jasnorzewskiego z licznymi lokalnymi zagłębieniami odwadnianymi przez Potok Bezimienny, a dalej na południe przebiega wyniesienie skalne Pingwinisko, za którym rozciąga się dolina Potoku Ornitologów. Na zachód i północny zachód od stacji wznoszą się wolne od lodu, wysokie stoki skalne, m.in. Krzesanica i urwisko Skua, a także występ skalny Ambona. Z położonej na zachód od Krzesanicy grani Panorama do stacji schodzi Potok Obserwacyjny. Od urwiska Skua i leżącego za nim szczytu Krokiew płynie potok Skamieniały Las. Powyżej Ogrodów Jasnorzewskiego rozciąga się półka skalna Upłaz. Bezpośrednio za równiną nadmorską od południa wzdłuż grzbietu Pingwiniska graniczy Szczególnie Chroniony Obszar Antarktyki (ASPA) nr 128 „Zachodni brzeg Zatoki Admiralicji”. Obszar ten od północy zaczyna się lodozlewnią Lodowca Ekologii.

## Zespół i praca na stacji
Zespół stacji zmienia się rotacyjnie podczas dwóch zmian. Grupa zimowa pracująca w Stacji przez okres całego roku (od października do listopada kolejnego roku) składa się z 8 osób, które pełnią następujące funkcje: kierownik wyprawy, energetyk, elektryk, mechanik samochodowy, operator PTS, informatyk, elektronik, ratownik medyczny, łącznościowiec, laborant, obserwator ekologiczny, obserwator morski, obserwator hydrochemiczny i glacjologiczny.
W skład grupy letniej (od listopada do końca marca) wchodzą: bosman (obsługa, konserwacja i naprawy sprzętu pływającego), asystent terenowy (wsparcie naukowców w terenie), kucharz (obsługa w zakresie zbiorowego żywienia), administrator części hotelowej i pomoc w kuchni, pracownicy zajmujący się konserwacją i remontem zabudowań oraz sprzętu stacyjnego, obserwatorzy na Lions Rump (monitoring ekologiczny ptaków i ssaków płetwonogich).

## Bazy terenowe
W skład stacji wchodzą również dwie bazy terenowe:
Baza terenowa Demay
Leży na terenie obszaru chronionego ASPA 128, na brzegu Rajskiej Zatoki (Paradise Cove), pomiędzy Przylądkiem Demay a Przylądkiem Uchatki (Uchatka Point). Drewniany budynek refugium zapewnia miejsce do spania dla czterech osób, ogrzewanie piecem z płaszczem wodnym, kuchenkę gazową, zbiornik słodkej wody, zlew, prysznic oraz pomieszczenia magazynowe i poddasze. Znajduje się około 10 km od Stacji. Stanowi bazę terenową dla monitoringu ekologicznego.
Baza terenowa Lions Rump
Leży przy granicy obszaru chronionego ASPA 151, na zachodnim brzegu zatoki Króla Jerzego (King George Bay). Budynek bliźniaczy do refugium Demay zapewnia miejsce do spania dla czterech osób i podobne wyposażenie. Odległość do Stacji wynosi ok. 35 km. Stanowi bazę terenową dla monitoringu ekologicznego okolic Lions Rump.

## Wyspa Króla Jerzego
Jest największą wyspą archipelagu Szetlandów Południowych, położonego 120 km od wybrzeży Antarktydy. Wyspa została odkryta przez Williama Smitha w 1819 roku. Powierzchnia wyspy wynosi ok. 1300 km², z czego ponad 90% pokrywają lodowce. Wyspa ma trzy główne zatoki: Zatokę Maxwella, Zatokę Admiralicji oraz Zatokę Króla Jerzego. Na wyspie znajdują się stacje należące do 10 państw.
Stacje zimowe:
- Arctowski (Polska)
- Carlini (Argentyna),
- Comandante Ferraz (Brazylia),
- Frei, Marsh, Escudero (Chile),
- Great Wall (Chiny),
- King Sejong (Korea Południowa),
- Bellingshausen (Rosja)
- Artigas (Urugwaj).

Stacje letnie:
- Machu Picchu (Peru),
- Pieter J. Lenie Station Copacabana (USA).

Chile i Argentyna zgłosiły roszczenia terytorialne do Wyspy (kolejno w 1940 i 1943 roku), które nie zostały jednak uznane przez społeczność międzynarodową.

## Obszary chronione

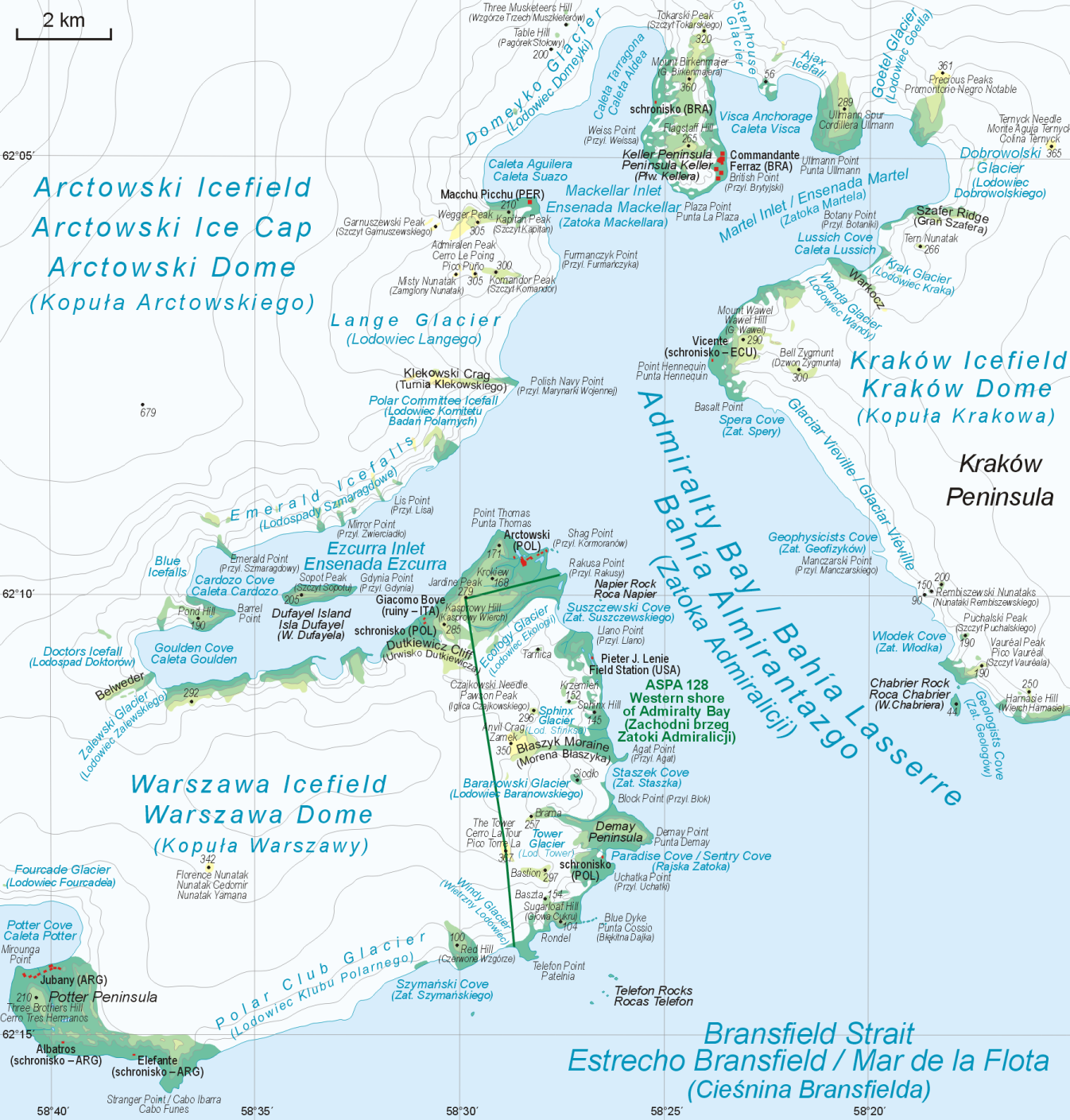
Położenie stacji na mapie Zatoki Admiralicji

Zgodnie z Protokołem o ochronie środowiska do Układu w sprawie Antarktyki cała Antarktyka jest rezerwatem naturalnym poświęconym pokojowi i nauce. Jednocześnie Protokół ustanowił dodatkowe kategorie obszarów objętych ochroną ASPA są powoływane w celu ochrony obszarów szczególnie cennych przyrodniczo. Wejście na ich obszar jest możliwe wyłącznie za zezwoleniem wydanym przez właściwą instytucję danego państwa. Polskim polarnikom zezwolenie wydaje IBB PAN. W Antarktyce są 72 obszary ASPA (o łącznej powierzchni ok. 3,270 km²), w tym 7 na Wyspie Króla Jerzego (King George Island). Z inicjatywy Polski powstały dwa obszary ASPA:
ASPA 128 Zachodnie Wybrzeże Zatoki Admiralicji (Western Shore of Admiralty Bay)
Znajduje się około 700 m na południowy wschód od Stacji. Obejmuje prawie 17 km², z których ponad połowę stanowi teren wolny od lodu. Pozostałą część ASPA 128 pokrywają lodowce spływające z Kopuły Warszawa (Warszawa Icefield). Już tylko jeden z nich, Lodowiec Ekologii (Ecology Glacier) uchodzi do Zatoki.

ASPA 151 Lions Rump.
Znajduje się w Zatoce Króla Jerzego (King George Bay). Obejmuje teren 1,3 km² pomiędzy Lodowcem Orła Białego (White Eagle Glacier) a strefą sublitoralu rozciągającą się od Skałek Lajkonika (Lajkonik Rocks), poprzez Twin Pinnacles do Lions Head. Obecnie teren ten jest całkowicie wolny od lodu.

## Typy działalności badawczych
Materiały i dane gromadzone od 1977 roku w oparciu o Polską Stację Antarktyczną im H. Arctowskiego są w sposób ciągły wykorzystywane w kraju przez ponad 20 placówek naukowych oraz przez instytucje naukowe z 22 krajów.

### Monitoring meteorologiczny
Zebrane dane meteorologiczne służą do określenia warunków klimatycznych okolic Stacji im. H. Arctowskiego oraz są wykorzystywane jako tło dla badań geomorfologicznych, geochemicznych, geofizycznych, ekologicznych i biologicznych prowadzonych w oparciu o Stację.

### Monitoring ekologiczny – obserwacje ptaków i ssaków płetwonogich
Monitoring ekologiczny prowadzony jest w celu określenia wielkości i kondycji populacji ptaków morskich i ssaków płetwonogich, tzw. gatunków wskaźnikowych zależnych od kryla. Informacja o kondycji gatunków wskaźnikowych daje pośrednią informację o kondycji ekosystemu morskiego.

### Monitoring hydrologiczny Zachodniego Brzegu Zatoki Admiralicji[16]
Celem monitoringu jest określenie reżimu przepływu cieków położonych na zachodnim brzegu Zatoki Admiralicji oraz określenie ilości materiału rozpuszczonego, zawieszonego i dennego transportowanego przez te cieki.

### Monitorowanie struktury ziemskiego pola elektrycznego
Celem projektu jest analiza dobowych zmian pola elektrycznego Ziemi w skali przestrzennej obejmującej rejon Antarktyki, Arktyki oraz Europy Centralnej. Na podstawie pomiarów pola elektrycznego przy powierzchni Ziemi oraz dodatkowych obserwacji atmosferycznych i jonosferycznych określone zostaną relacje pomiędzy polem elektrycznym a głównymi generatorami Globalnego Obwodu Elektrycznego Ziem.

### Ruch Turystyczny w obszarach polarnych
Celem badań jest określenie specyfiki zachowań turystów odwiedzających Antarktykę oraz pewnych uwarunkowań geograficznych (m.in. kulturowych, społecznych) na tle wielkości ruchu turystycznego. Ponadto prowadzone są obserwacje dotyczące wpływu ruchu turystycznego na środowisko przyrodnicze w okolicach Stacji.

### Identyfikacja i oznaczenie poziomów stężeń i translokacji zanieczyszczeń atmosferycznych w zbiornikach wodnych
Celem prac objętych monitoringiem jest szczegółowe poznanie składu chemicznego próbek wód (pobieranych z cieków, jeziorek, wypływów lodowcowych), gleby i przybrzeżnych osadów morskich, pochodzących z obszaru zachodniego wybrzeża Zatoki Admiralicji, a także jego zmienności w czasie oraz poznanie dróg przemieszczania się potencjalnych zanieczyszczeń.

### Monitoring geochemiczny środowiska antarktycznego oraz zmienność funkcjonalna w obrębie biotycznych
Celem badań jest określenie specyfiki zachowań turystów odwiedzających Antarktykę oraz pewnych uwarunkowań geograficznych (m.in. kulturowych, społecznych) na tle wielkości ruchu turystycznego. Ponadto prowadzone są obserwacje dotyczące wpływu ruchu turystycznego na środowisko przyrodnicze w okolicach Stacji.

### Monitoring chemizmu opadów atmosferycznych – stężenie zredukowanych form węgla w opadach
Celem monitoringu jest określenie stężenia zredukowanych form węgla (węgiel organiczny i elementarny) w opadach we wszystkich formach ich występowania (deszcz, śnieg, opad suchy).

### Analiza składu chemicznego opadu
Celem monitoringu jest określenie potencjalnego dopływu zanieczyszczeń pochodzących z dalekiego i lokalnego transportu atmosferycznego.

### Szczegółowa charakterystyka hydrologiczna i hydrochemiczna jeziora Imbirowego
Celem monitoringu jest określenie warunków zasilania i rozkładu przestrzennego chemizmu wody jeziora Imbirowego.

### Monitoring glacjologiczny – tempo cielenia Lodowca Lange
Celem monitoringu jest określenie tempa cielenia Lodowca Lange, który uchodzi bezpośrednio do morza w północnej części Zatoki Admiralicji.

## Geologia i geomorfologia

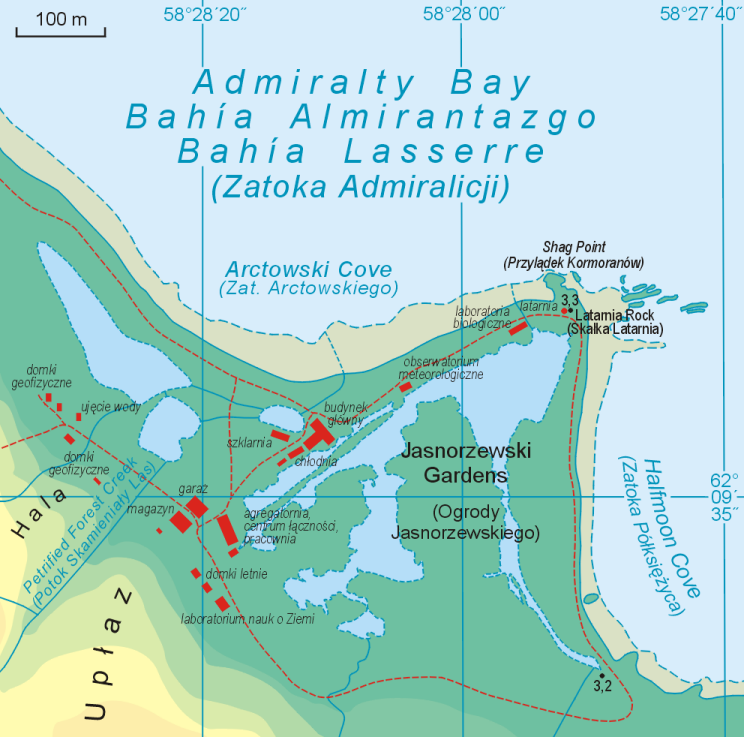
Plan stacji

Stacja „Arctowski” zlokalizowana jest na stosunkowo dużej oazie wolnej od lodu, genetycznie terasie morskiej. Okolice Stacji „Arctowski” zbudowane są z eoceńskich skał wulkanicznych (andezyty i bazalty) i ich odpowiedników piroklastycznych przeławicanych skałami osadowymi, dających świadectwo o naturze ówczesnych ekosystemów lądowych rozwijających się w wulkanicznej scenerii. Wśród tych przeławiceń są osady rzeczne i jeziorne zawierające liczną skamieniałą florę (liście i pnie drzew). Dla okolic Stacji wykonano kartowanie geomorfologiczne zwizualizowane mapami.
Sumaryczny spływ jonowy (Ad) i odpływ zawiesiny (As) w wybranych zlewniach Oazy Arctowskiego w okresie od 1.04.1990 – 21.12.1993
- Potok Skamieniały Las: Ad = 1 024 t, As = 78 170 t,
- Potok Bezimienny: Ad = 815 t, As = 34 422 t,
- Potok Ornitologów: Ad = 71 738 t, As = 17 443 t,
- Potok Ekologii: Ad = 447 181 t, As = 3 594 785 t.

Średnie dobowe tempa denudacji chemicznej (Dc) i denudacji mechanicznej (Dm) w wybranych zlewniach Oazy Arctowskiego w okresie od 1.04.1990 – 21.12.1993
- Potok Skamieniały Las: Dc = 0,29 t km−2 d−1, Dm = 0,13 t km−2 d−1,
- Potok Bezimienny: Dc = 7,24 t km−2 d−1, Dm = 190,73 t km−2 d−1,
- Potok Ornitologów: Dc = 72,51 t km−2 d−1, Dm = 18,17 t km−2 d−1,
- Potok Ekologii: Dc = 214,31 t km−2 d−1, Dm = 987,21 t km−2 d−1.

## Ekologia
W bezpośrednim sąsiedztwie Stacji na rozległej, lekko wyniesionej terasie morskiej znajduje się jeden z większych mszarów morskiej Antarktyki. Na zachodnim brzegu Zatoki Admiralicji korzystne miejsca do gniazdowania znalazły sobie trzy gatunki pingwinów: adeli, antarktyczny i białobrewy. Tereny kolonii kontrolowane są przez drapieżne wydrzyki. W obrębie Zatoki – prócz pingwinów gnieździ się również kilka gatunków ptaków morskich a kilka innych gatunków pojawia się w tym rejonie sporadycznie. Silne nawożenie spowodowało urozmaicenie warunków troficznych pokryw glebowych i przyczyniło się do wyższej niż w innych miejscach różnorodności biologicznej tundry antarktycznej. Dodatkowo relacje ekologiczne w tundrze komplikuje pojawienie się i ekspansja gatunku obcego, pochodzenia antropogenicznego.

## Warunki pogodowe
Warunki pogodowe na podstawie danych z lat 1978–1998:
- Średnia roczna temperatura powietrza: −2 °C
- Najniższa zanotowana temperatura powietrza: −32,3 °C
- Najwyższa zanotowana temperatura powietrza: 16,7 °C
- Największa zanotowana prędkość wiatru: 80 m/sek (288 km/h)[26]
- Średnia roczna prędkość wiatru: 8 m/s
- Średnie roczne ciśnienie atmosferyczne: około 988 hPa
- Najniższe zanotowane ciśnienie atmosferyczne: 938,3 hPa
- Najwyższe zanotowane ciśnienie atmosferyczne: 1031,4 hPa
- Średnia roczna wilgotność względna powietrza: 81%
- Średnia roczna ilość opadów: 510 mm
- Dominujący kierunek wiatru: SW (21%)

## Galeria

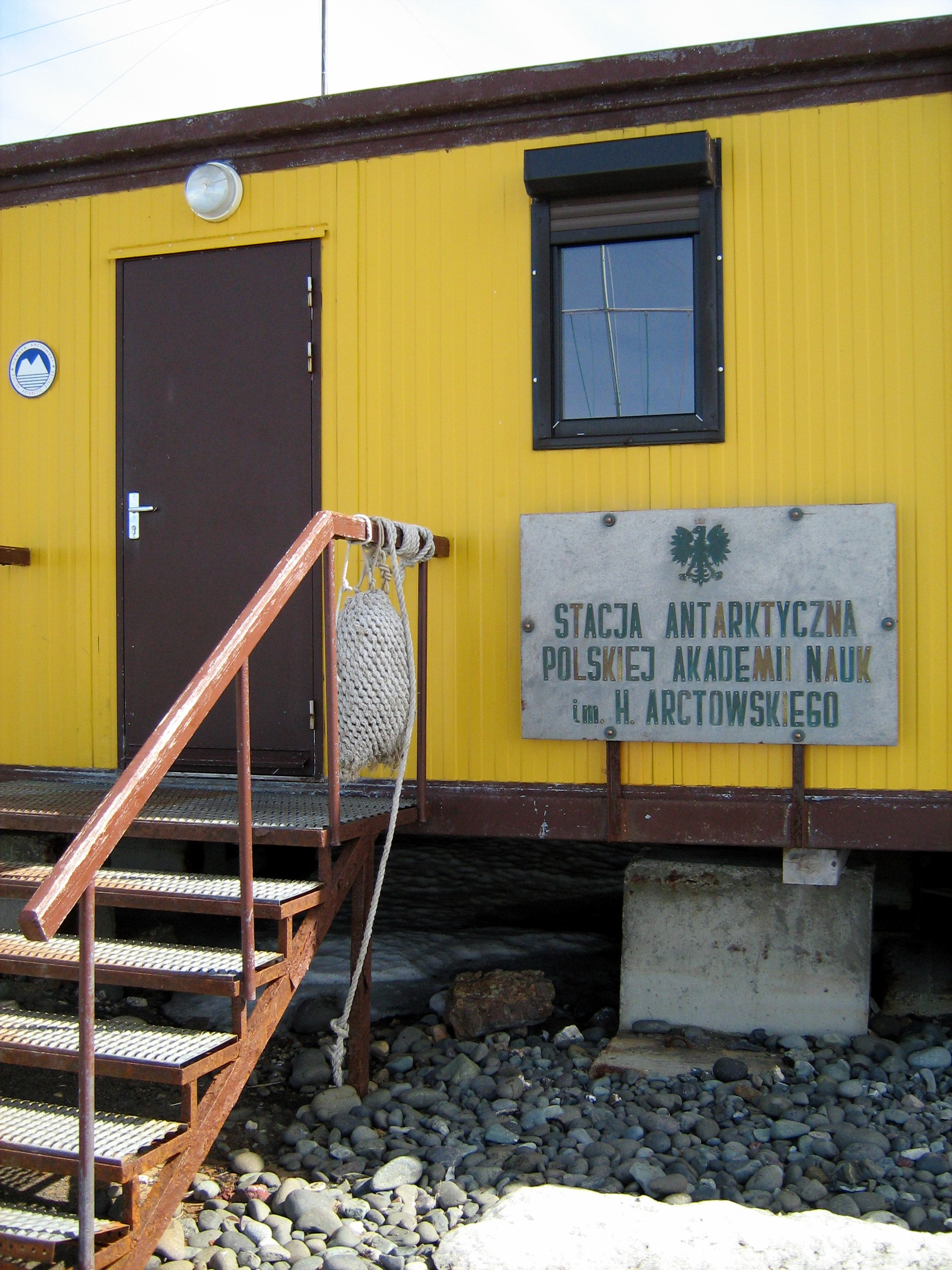
Wejście do głównego budynku
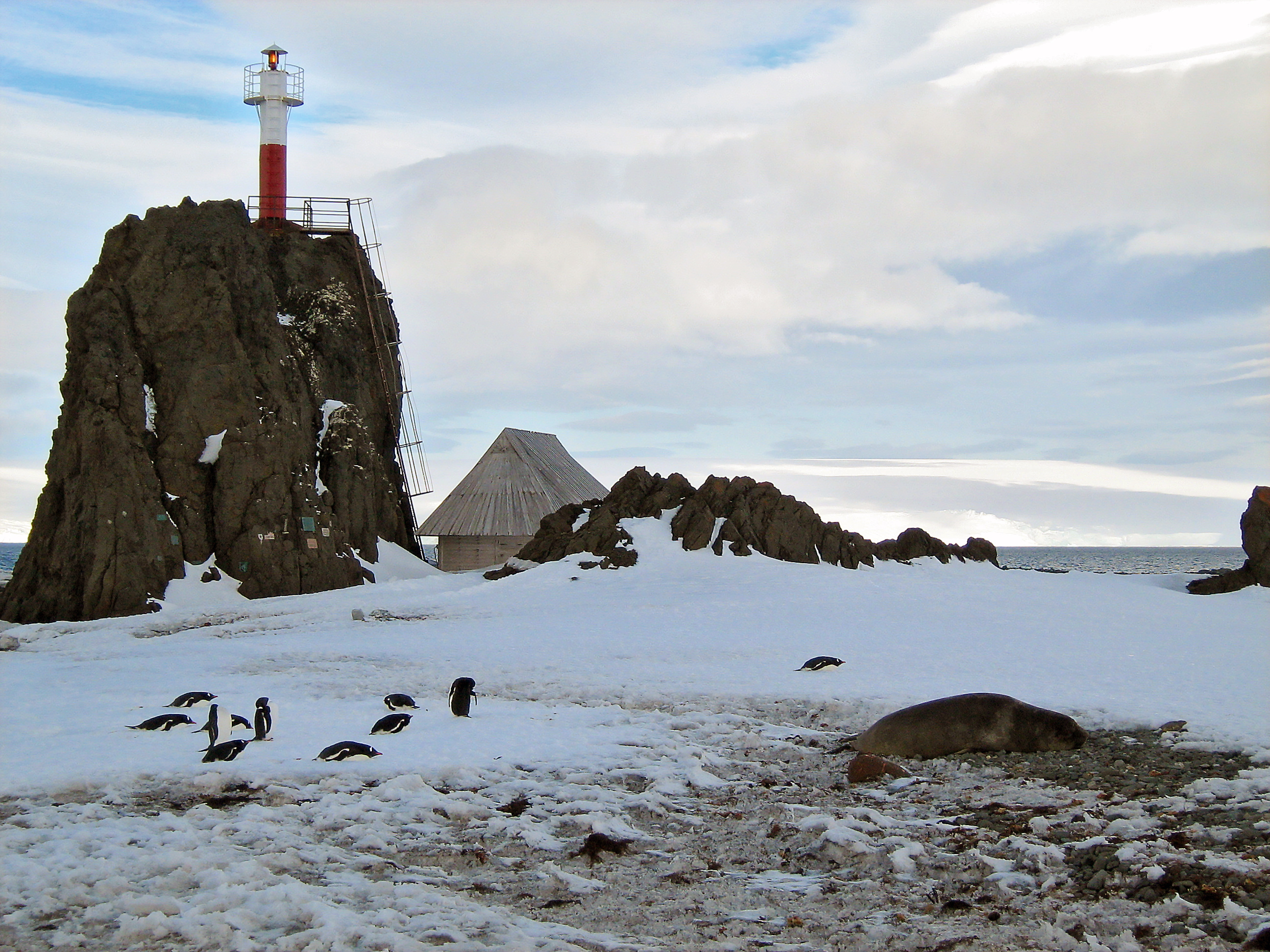
Młody słoń morski i pingwiny białobrewe, w tle sklepik z pamiątkami i latarnia morska na Skałce Latarnia
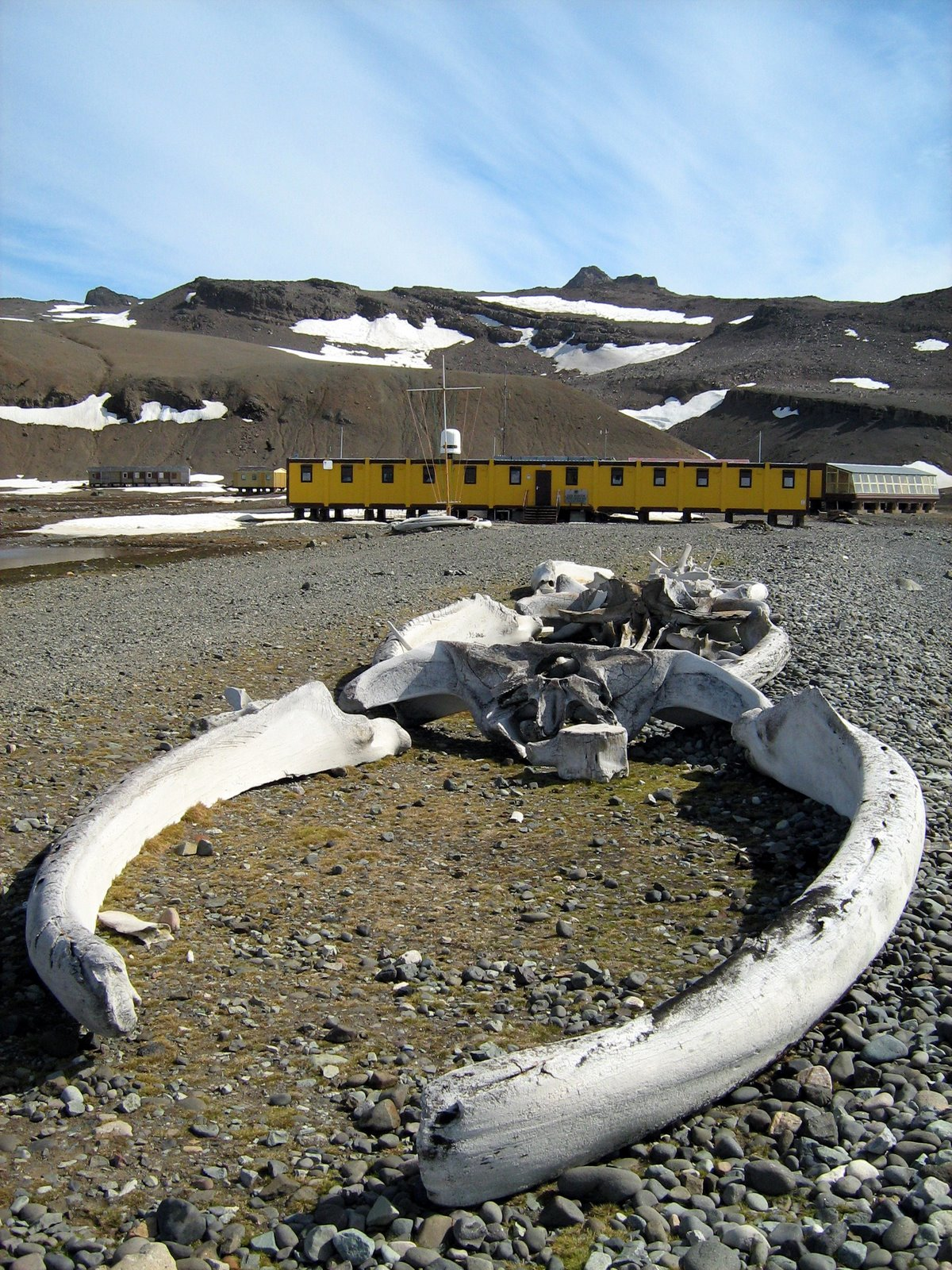
Kości wieloryba przed stacją
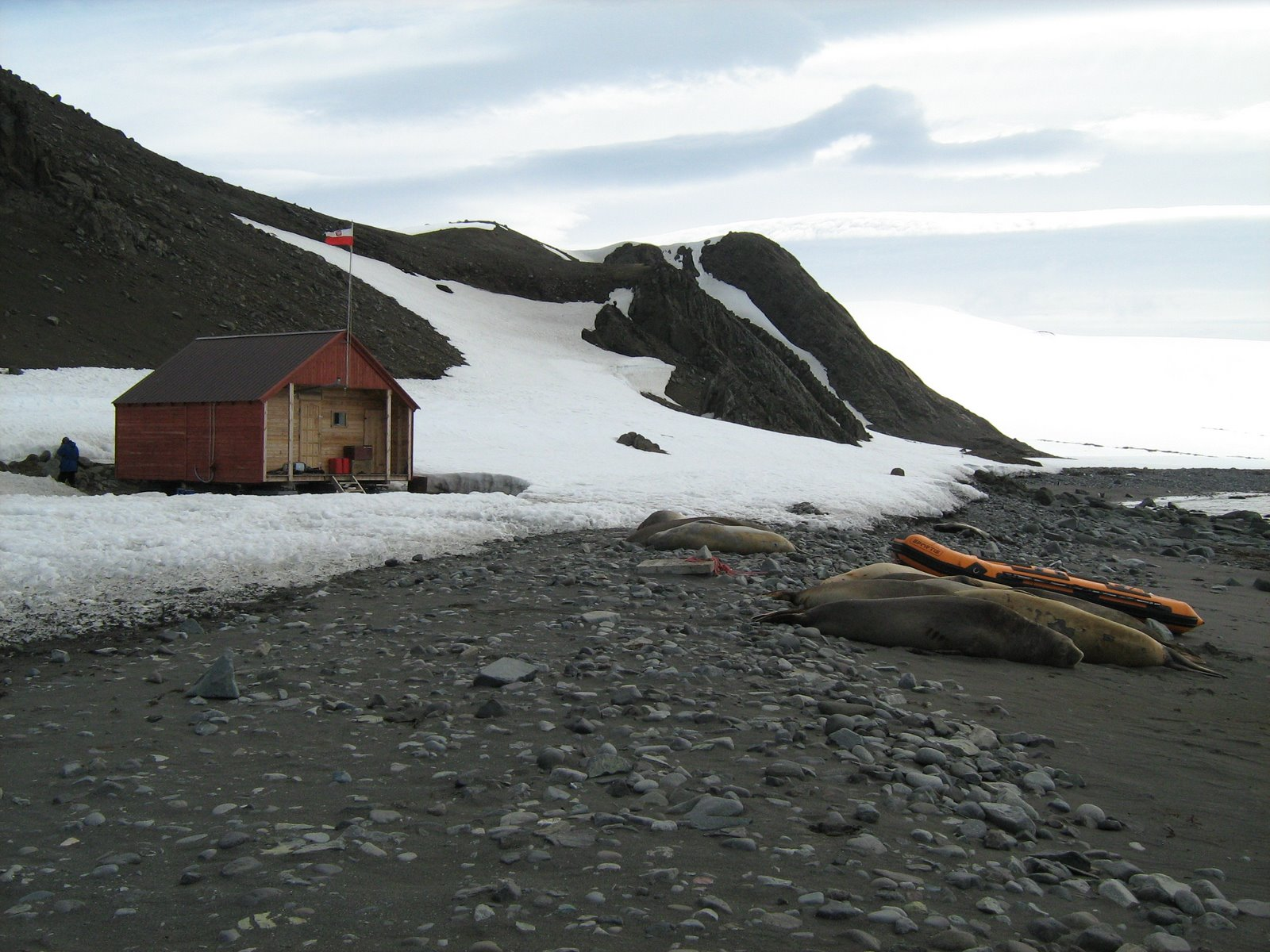
Refugium „Taturowa Chata” położone w pobliżu ASPA nr 151
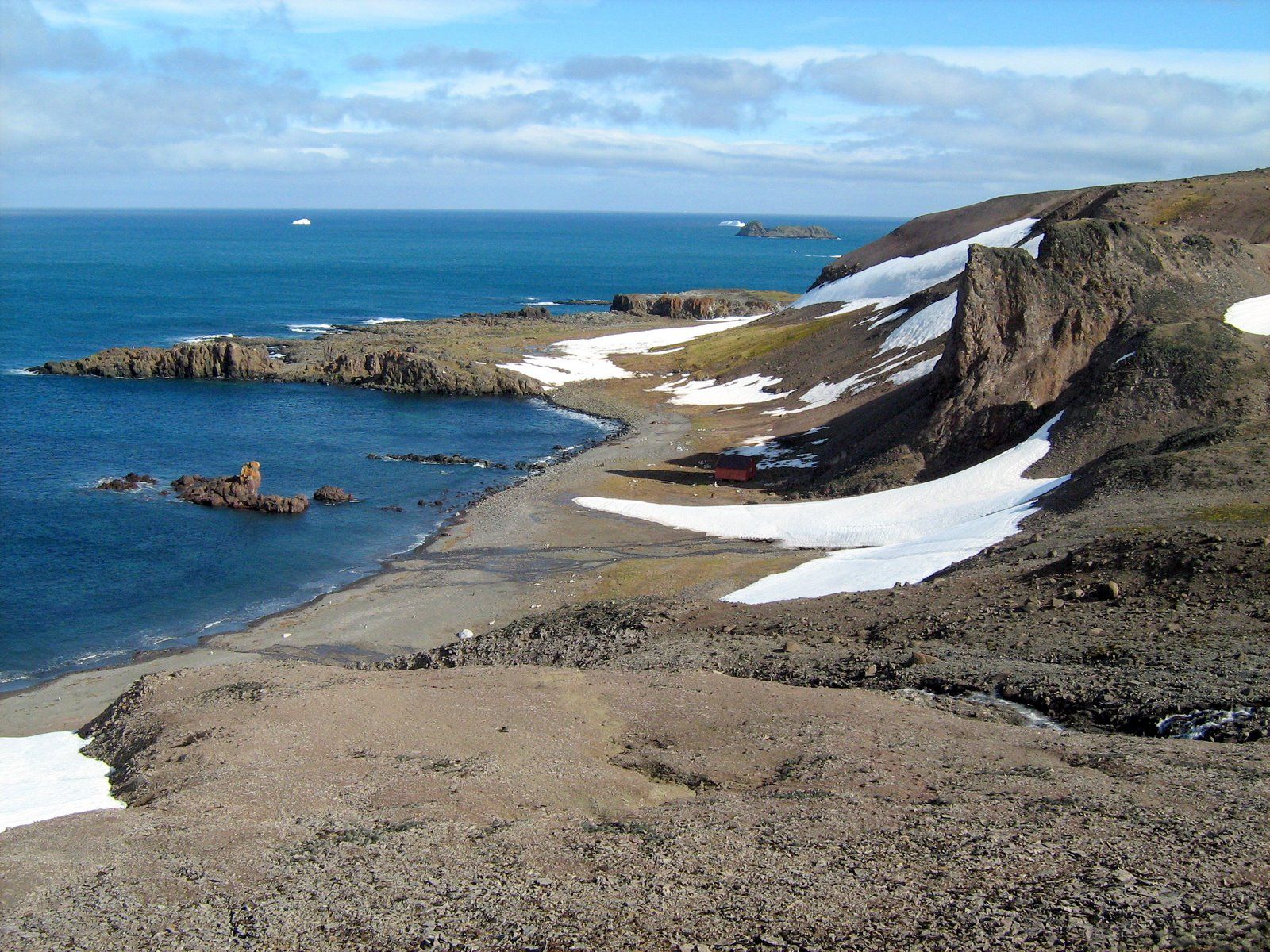
Refugium „Demay” (w cieniu) położone na brzegu Rajskiej Zatoki, na terenie ASPA nr 128